# Viktor Lazlo (album)
Viktor Lazlo è il secondo album della cantante omonima, pubblicato dall'etichetta discografica Polydor nel 1987.
L'album è prodotto da Lou Deprijck. La versione CD contiene le bonus track Miracles (come sesto brano in scaletta) e Don't Say No (che fa da traccia conclusiva).
Dal disco vengono tratti i singoli Breathless, Take Me e You Are My Man.

## Tracce

### Lato A
1. Breathless
2. You Are My Man
3. Take Me
4. Moonlight Parade
5. Hey Baby, Cool! (con la Count Basie Orchestra)

### Lato B
1. The Wizard's Call
2. Rendez-vous
3. In Your Arms
4. Peter
5. Champagne and Wine